# Резня Арены
Резня Арены, также известная как восстание Арены — восстание аборигенов на острове Тринидад в 1699 году, которое привело к смерти нескольких сотен  индейцев и римско-католических священников, связанных с католической миссией Сан-Франциско де Лос Ареналес.
1 декабря 1699 года индейцы-рабы, приписанные к миссии, убили священников-капуцинов и осквернили церковь. После этого мятежники отправились в джунгли в ожидании губернатора Тринидада, Хосе де Леона, который в этот день должен был посетить миссию. Убив губернатора и его сопровождение, они ушли на болото Нарыва, где впоследствии около двадцати индейцев были выслежены и убиты. Остальные восставшие позже вынуждены были уйти на восточное побережье острова, где их захватили в плен.
После суда 14 января 1700 года 22 взрослых мужчин были повешены, а их тела расчленены и выставлены на всеобщее обозрение. Женщины и дети были розданы в рабство в хозяйства острова.